# Sondas de Marte:Passado
| Programa Marte    | Mariner 3     | Mariner 4            |
| ----------------- | ------------- | -------------------- |
|                   |               |                      |
| Mariner 6         | Mariner 7     | Mariner 8            |
|                   |               |                      |
| Mariner 9         | Viking 1      | Viking 2             |
|                   |               |                      |
| Fobos 1           | Mars Observer | Mars Global Surveyor |
|                   |               |                      |
| Mars Pathfinder   | Nozomi        | Mars Climate Orbiter |
|                   |               |                      |
| Mars Polar Lander | Deep Space 2  | Beagle 2             |
|                   |               |                      |